# Cardepia arenaria
Cardepia arenaria là một loài bướm đêm trong họ Noctuidae.